# Satellites (cântec)
Satellites este primul single extras de pe albumul In Orbit, al cântăreței de origine suedeză, Petra Marklund.

## Informații generale
Pe data de 26 iulie a anului 2005, September a lansat cel de-al patrulea EP din cariera sa. Acesta se numește Satellites și conține patru versiuni diferite ale melodiei cu același nume. În același timp melodia a fost extrasă și pe single, devenind astfel primul extras pe single de pe albumul In Orbit și primul single lansat sub semnătura Catchy Tunes.Melodia urmărește genul pop dace al albumului. Piesa a fost inclusă pe album și într-o versiune acustică live.
"Satellites" este una dintre puținele melodii care s-a bucurat de succes deplin în rândurile fanilor și ale criticilor din cariera Petrei Marklund. Revista suedeză Sonic a numit piesa una dintre cele 15 cele mai bune producții Euro disco ale tuturor timpurilor. Sara Martinsson a făcut o recenzie asupra melodiei afirmând: "Echipa de producție din spatele acestui vis luxuriant a înțeles geniul eternului simplu".
Single-ul a fost un mare succes în Scandinavia (Suedia, Finlanda), reușind să obțină poziții înalte în topuri. Datorită succesului obținut, melodia a fost lansată și în alte părți ale Europei precum Polonia, România, Spania, Israel. În aproape toate țările în care a fost difuzată melodia, ea a devenit hit. În România a obținut poziția cu numărul cinci în topul celor mai difuzate piese la radio.
Videoclipul filmat pentru acest single o prezintă pe Petra Marklund cântând și dansând, având în spatele său un fundal complet alb, care este acoperit parțial de panglici și linii roșii, portocalii și galbene. Pe site-ul Youtube circulă și o varantă neoficială a unui videoclip ce constă într-o înregistrare a unei interpretării live, în variantă acustică a melodiei.

## Lista melodiilor
Satellites EP -Released: 26 July 2005 (Sweden, Finland, Norway and Denmark)
- "Satellites" (Radio Edit) (3:16)
- "Satellites" (Extended) (4:34)
- "Satellites" (Electro Mix Short) (3:28)
- "Satellites" (Electro MixLong) (4:52)

Satellites Single -Lansat: 31 octombrie 2005 (Franța)
- "Satellites" (Radio Edit) (3:14)

Satellites EP -Lansat: 18 april 2006 (Australia și Noua Zeelandă)
- "Satellites" (Radio Edit) (3:16)
- "Satellites" (Extended) (4:34)
- "Satellites" (Electro Mix Short) (3:28)
- "Satellites" (Electro MixLong) (4:52)

Satellites EP -Lansat: 11 iulie 2006 (S.U.A. și Canada)
- "Satellites" (US Mix) (3:08)
- "Satellites" (Electro Mix Short) (3:28)
- "Satellites" (Extended Mix) (4:34)
- "Satellites" (Club Junkies Mix) (6:11)
- "Satellites" (Electro Mix) (5:54)
- "Satellites" (Clubstar Remix) (5:25)
- "Satellites" (Flip & Fill Remix) (5:45)
- "Satellites" (Dancing DJs Remix) (5:48)

Satellites EP -Lansat: 18 septembrie 2006 (Regatul Unit și Irlanda)
- "Satellites" (Radio Edit) (3:16)
- "Satellites" (Clubstar Remix) (5:24)
- "Satellites" (Dancing DJs Remix) (5:47)
- "Satellites" (Flip & Fill Remix) (5:43)
- "Satellites" (Electro Mix) (4:52)
- "Satellites" (KB Project Remix) (5:53)
- "Satellites" (Soul Seekerz Remix) (7:23)
- "Satellites" (Extended Mix) (4:34)
- "Satellites" (Soul Seekerz Dub) (7:08)
- "Satellites" (Acoustic Mix) (3:03)

Satellites EP -Lansat: 1 decembrie 2006 (Germania, Polonia și Elveția)
- "Satellites" (Radio Edit-New-) (3:06)
- "Satellites" (International Radio Version) (3:16)
- "Satellites" (Live Acoustic Version) (3:03)
- "Satellites" (Extended) (4:34)
- "Satellites" (Electro Mix Short) (3:28)

Informațiile pentru această secțiune provin din magazinul iTunes.
Informațiile pentru această secțune provin de la magazinul iTunes.

## Poziții ocupate în topuri
| Topul (2006-2007)           | Poziția maximă | Certificarea | Vânzări |
| --------------------------- | -------------- | ------------ | ------- |
| Swedish Singles Chart       | 4              | Platină      | 20,000+ |
| Swedish Airplay Chart       | 1              | -            | -       |
| Swedish Dance Chart         | 2              | -            | -       |
| Scandinavian Dance Chart    | 8              | -            | -       |
| Finnish Singles Chart       | 18             | -            | -       |
| Billboard Hot Dance Airplay | 8              | -            | -       |
| Romania                     | 5              | -            | -       |
| Israel                      | 3              | -            | -       |
| Polish National top 50      | 3              | -            | -       |
| Spanish National top 40     | 1              | -            | -       |